# Thomas Brisbane
Thomas Makdougall Brisbane (Largs, 23 de julio de 1773 - 27 de enero de 1860) fue un astrónomo, administrador colonial, y soldado escocés.
Nació en Brisbane House, muy cerca de Largs, en el seno de una familia escocesa de linaje muy antiguo. Recibió educación en la Universidad de Edimburgo y en la Academia Británica, en Kensington. Entró en el ejército, donde sirvió en diferentes lugares, desarrollando especialmente un interés por la astronomía que ejercería más tarde. Fue también gobernador de una colonia australiana.

## Ejército
En 1789 entró en el ejército, sirviendo en lugares como Flandes (capitán, 1793-1798), las Indias Orientales (comandante, 1795-1799), Jamaica (teniente coronel, 1800-1803), Inglaterra (1803-1805), Canadá, o España. Fue ascendido a coronel en el año 1810, y en 1812, gracias a Arthur Wellesley, a general de brigada. Dirigió una brigada que tenía como objetivo atacar la ciudad francesa de Toulouse desde Vitoria. 
En 1814 fue enviado a Norteamérica a comandar una brigada, pero con la llegada de Napoleón a Elba tuvo que regresar de nuevo, aunque lo suficientemente tarde como para no participar en la Batalla de Waterloo. En 1836 fue nombrado baronet, en 1837 G. C. B., y en 1841 general. En sus años con el ejército comenzó a interesarse por la astronomía.

## Colonia australiana
En 1821 fue gobernador de Nueva Gales del Sur, el estado australiano más antiguo y poblado. Ocupó el puesto durante cuatro años, en los que se dedicaría al desarrollo de la colonia, introduciendo el vino, la caña de azúcar y la planta de tabaco, además de fomentar la cría de caballos, la regeneración de las tierras, y la exploración. Uno de sus grupos de exploración descubrió el río Brisbane, que recibió el nombre después de su muerte. En 1834 la colonia fue declarada ciudad, y cambió su nombre original, Edenglassie, por el de Brisbane, en su honor.

## Astronomía
Desarrolló su interés por la astronomía en sus años con el ejército después de que, en 1795, sufriera un naufragio. En 1808 construyó en Brisbane House el segundo observatorio del país.
En 1810 fue candidato a la medalla de la Sociedad Real de Londres, aunque no la obtuvo.
En 1822 estableció un observatorio astronómico en Paramatta, y las observaciones que realizó en dicho observatorio entre 1822 y 1826 le valieron para publicar en 1835 Brisbane Catalogue, un catálogo de 7.385 estrellas. El observatorio dejó de ser funcional en 1855. A su regreso a Escocia en 1826, se estableció en Makerstoun (Roxburghshire), donde construyó, al igual que en Brisbane House, un gran observatorio muy bien equipado. En 1841 comenzó a investigar y a realizar observaciones sobre el magnetismo, ganando por ello el Premio Keith de la Sociedad Real de Edimburgo, y siendo publicado en las Transactions de aquella institución.
Fue elegido presidente de la Sociedad Real de Edimburgo en 1833, tras la muerte de Walter Scott, y ejerció de presidente de la British Association al año siguiente. Es el fundador de dos medallas de oro para la investigación científica, una de la Sociedad Real de Edimburgo, y otra de la Scottish Society of Arts.

## Reconocimientos
- El cráter lunar Brisbane  lleva este nombre en su honor.[2]
- El asteroide (5277) Brisbane también conmemora su nombre.[3]